# Wilknicki Młyn
Wilknicki Młyn (deutsch Wilknitter Mühle) ist ein Ort in der polnischen Woiwodschaft Ermland-Masuren und gehört zur Landgemeinde Lelkowo (Lichtenfeld) im Powiat Braniewski (Kreis Braunsberg), bis 1945 zum Kreis Heiligenbeil in Ostpreußen.

## Geographische Lage
Wilknicki Młyn liegt an der Warnau (polnisch Warna) im Nordwesten der Woiwodschaft Ermland-Masuren, 26 Kilometer südöstlich der früheren und heute auf russischem Staatsgebiet gelegenen Kreisstadt Heiligenbeil (russisch Mamonowo) bzw. 27 Kilometer südöstlich der heutigen Kreismetropole Braniewo (Braunsberg).

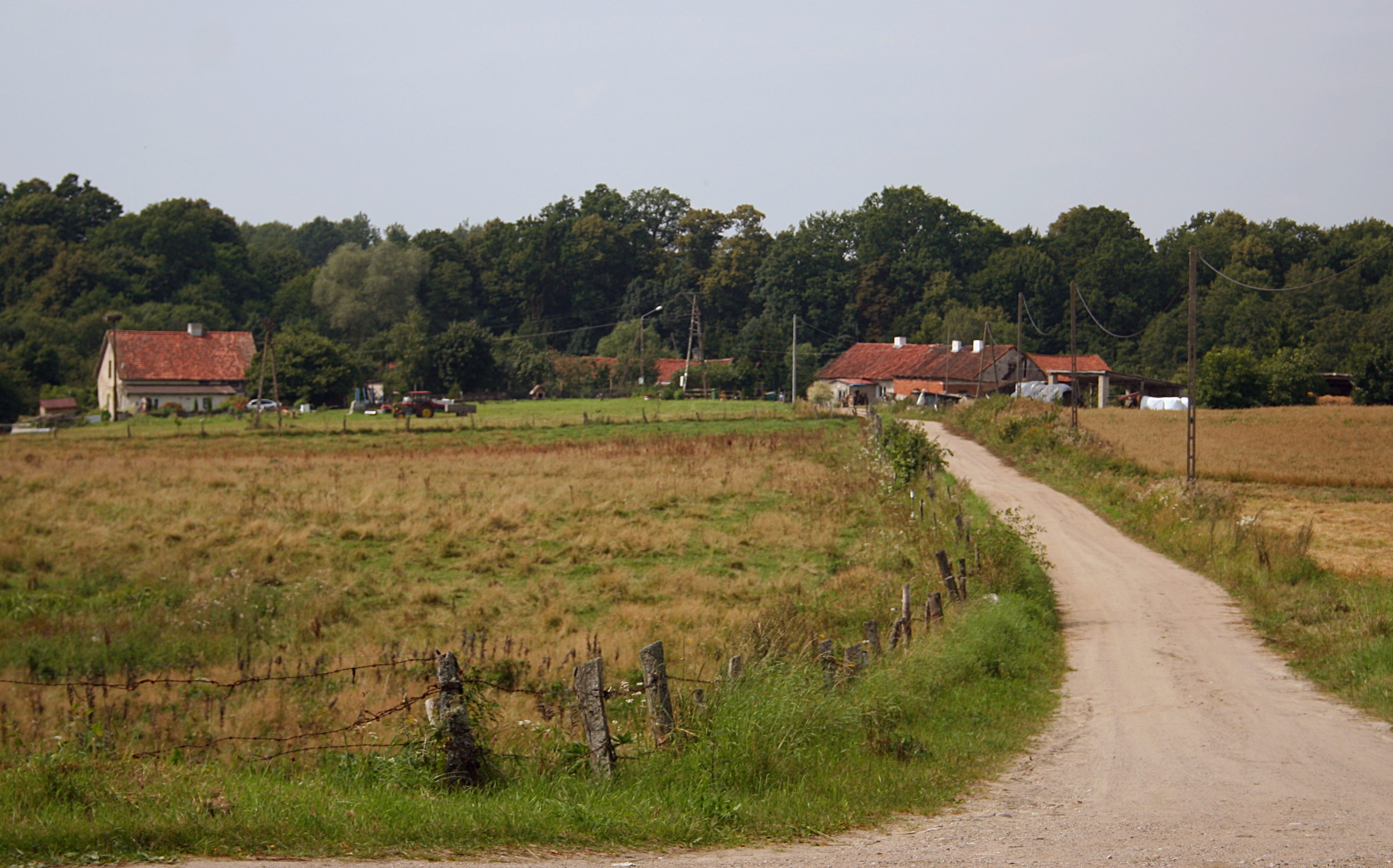
Blick auf Wilknicki Młyn (Wilknitter Mühle)

## Geschichte
Die Mühle Wilknitt wurde 1510 gegründet und erst nach 1905 Wilknitter Mühle genannt. Es handelte sich um eine Wassermühle. Sie kleine Mühlensiedlung lag wenige hundert Meter südlich des Guts Wilknity (Wilknitten) – und war ein zugehöriger Wohnplatz – im ostpreußischen Kreis Heiligenbeil, Regierungsbezirk Königsberg.
Heute besteht die Osada („Siedlung“) Wilknicki Młyn als Ortschaft der Gmina Lelkowo (Landgemeinde Lichtenfeld) im Powiat Braniewski (Kreis Braunsberg), nachdem 1945 das gesamte südliche Ostpreußen in Kriegsfolge an Polen abgetreten wurde. Von 1975 bis 1998 gehörte sie zur Woiwodschaft Elbląg, seither zur Woiwodschaft Ermland-Masuren.

## Religion
Die Wilknitter Mühle war als Teil des Dorfs Wilknitt bis 1945 in die evangelische Kirche Eichholz (polnisch Dębowiec) in der Kirchenprovinz Ostpreußen der Kirche der Altpreußischen Union eingepfarrt. Zur gleichen, aber inzwischen römisch-katholischen Kirche in Dębowiec gehört auch die heutige Siedlung Wilknicki Młyn, jetzt dem Erzbistum Ermland zugeordnet.

## Verkehr
Wilknicki Młyn liegt westlich der polnischen Woiwodschaftsstraße 510 (einstige deutsche Reichsstraße 126) und ist von Wilknity aus auf direktem Wege zu erreichen. Bis 1945 war Wilknitt die nächste Bahnstation. Sie lag an der Bahnstrecke Königsberg (Preußen)–Zinten–Mehlsack–Göttkendorf (–Allenstein). Sie wird heute nur noch von Pieniężno (Mehlsack) aus auf der Bahnstrecke Braniewo–Olsztyn Gutkowo befahren.